# Haag (Ornbau)
Haag ([ˈhaːk] ) ist ein Gemeindeteil der Stadt Ornbau im Landkreis Ansbach (Mittelfranken, Bayern). Haag liegt in der Gemarkung Gern.

## Geographie
Der Weiler liegt am Nordufer der Altmühl und am Betzengraben, der dort als rechter Zufluss in die Altmühl mündet. Er liegt in einer flachhügligen Ebene bestehend aus Acker- und Grünland. Im Nordosten wird die Flur Dorschenfeld genannt. Gemeindeverbindungsstraßen führen nach Mörlach zur Kreisstraße AN 55 (0,7 km südlich), nach Esbach (1,5 km nördlich) und nach Weidenbach (2,5 km nordöstlich).

## Geschichte
Im 16-Punkte-Bericht des Oberamtes Ansbach von 1684 wurden für Haag 9 Mannschaften verzeichnet: 1 Anwesen unterstand dem Hofkastenamt Ansbach, 3 Anwesen dem eichstättischen Kastenamt Ornbau, 1 Anwesen den Herren von Lentersheim zu Muhr, 4 Anwesen den Herren von Crailsheim zu Sommersdorf-Thann. Daneben gab es noch ein kommunales Hirtenhaus. Das Hochgericht übte das brandenburg-ansbachische Hofkastenamt Ansbach aus. An diesen Verhältnissen änderte sich bis zum Ende des Alten Reichs (1806) nichts. Von 1797 bis 1808 unterstand der Ort dem Justiz- und Kammeramt Ansbach.
Mit dem Gemeindeedikt (frühes 19. Jahrhundert) wurde Haag dem Steuerdistrikt Ornbau und der Ruralgemeinde Obermühl zugewiesen. Die Gemeinde Obermühl wurde spätestens 1837 in die Ruralgemeinde Gern eingegliedert. Am 1. Januar 1972 wurde diese im Zuge der Gebietsreform in Bayern nach Ornbau eingemeindet.

### Einwohnerentwicklung
| Jahr      | 001818 | 001840 | 001861 | 001871 | 001885 | 001900 | 001925 | 001950 | 001961 | 001970 | 001987 |
| Einwohner | 42     | 51     | 60     | 61     | 62     | 56     | 67     | 76     | 43     | 45     | 45     |
| Häuser    | 10     | 10     |        |        | 10     | 10     | 9      | 11     | 9      |        | 9      |
| Quelle    | [ 11 ] | [ 12 ] | [ 13 ] | [ 14 ] | [ 15 ] | [ 16 ] | [ 17 ] | [ 18 ] | [ 19 ] | [ 20 ] | [ 1 ]  |

## Religion
Der Ort ist römisch-katholisch geprägt und bis heute nach St. Jakobus (Ornbau) gepfarrt. Die Einwohner evangelisch-lutherischer Konfession sind nach St. Georg (Weidenbach) gepfarrt.